# Nikołaj Sokołow (polityk)
Nikołaj Konstantinowicz Sokołow (ros. Никола́й Константи́нович Соколо́в, ur. 8 grudnia 1896 w Kasimowie, zm. 9 lipca 1941) – radziecki polityk i finansista.

## Życiorys
Początkowo pracował jako telefonista w Kołomnie, 1915 został wcielony do rosyjskiej armii, 1917 został ranny i zdemobilizowany, później był pomocnikiem maszynisty. Od 1918 w RKP(b), 1918-1920 członek rejonowego zarządu transportu wodnego w Riazaniu, 1920-1924 członek riazańskiego gubernialnego komitetu aprowizacyjnego. W marcu 1921 brał udział w likwidacji powstania w Kronsztadzie, 1924-1925 zajmował stanowisko kierownika pododdziału gubernialnego oddziału finansowego w Riazaniu, 1925-1926 był słuchaczem centralnych kursów finansowych w Moskwie, 1926-1928 zastępcą kierownika gubernialnego oddziału finansowego w Riazaniu. Następnie pełnił funkcję zastępcy kierownika gubernialnego oddziału finansowego w Twerze, 1929-1932 zaocznie studiował w Moskiewskim Instytucie Finansowo-Ekonomicznym, 1929-1930 był zastępcą pełnomocnika Ludowego Komisariatu Finansów ZSRR na okręg moskiewski. Od stycznia do kwietnia 1930 zarządca moskiewskiego okręgowego biura państwowego ubezpieczenia, 1930-1931 ekonomista i kierownik grupy finansowej "Ziernotriestu", 1931-1937 kierownik sektora budżetu i zastępca kierownika moskiewskiego miejskiego oddziału finansowego, w sierpniu-wrześniu 1937 zarządca moskiewskiego banku miejskiego. Od września do listopada 1937 zastępca ludowego komisarza finansów RFSRR, od listopada 1937 do lutego 1938 ludowy komisarz finansów RFSRR, od stycznia do października 1938 zastępca ludowego komisarza finansów ZSRR, od października 1938 do kwietnia 1940 I zastępca przewodniczącego, a od 17 kwietnia do 12 października 1940 przewodniczący Zarządu Banku Państwowego ZSRR.
21 grudnia 1940 aresztowany, 9 lipca 1941 skazany na śmierć przez Wojskowe Kolegium Sądu Najwyższego ZSRR pod zarzutem udziału w kontrrewolucyjnej organizacji i szpiegostwa, następnie rozstrzelany. 18 czerwca 1955 pośmiertnie zrehabilitowany.